# 钱恰纳
钱恰纳（義大利語：Cianciana），是意大利南部西西里阿格里真托省的一个市镇。总面积37.71平方公里，人口3598人，人口密度95.4人/平方公里（2009年）。ISTAT代码为084015。